# Whitwell Elwin

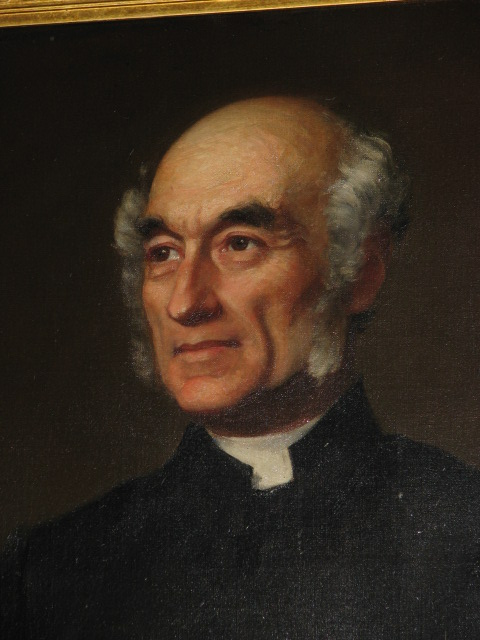
Whitwell Elwin

Whitwell Elwin (26 de febrero de 1816 - 1 de enero de 1900) fue un clérigo inglés, crítico y editor de la Quarterly Review.

## Vida
Fue hijo de Marsham Elwin, un caballero rural de Thurning, Norfolk. Whitwell Elwin estudió en el Caius College, Cambridge, y fue ordenado en 1840. Fue Rector de Booton, Norfolk, desde 1849 hasta su muerte. Allí reconstruyó la Iglesia de San Miguel Arcángel según su propio diseño.

## Obras
Elwin fue un importante colaborador de la Quarterly Review, de la cual fue editor desde 1853 hasta 1860.
Se comprometió a completar la edición de Alexander Pope de John Wilson Croker, y publicó cinco volúmenes, aunque luego lo abandonó, dejando que fuera terminado por William John Courthope. Como editor, era extremadamente autoritario, y tenía opiniones muy marcadas sobre todos los temas, así como gustos y disgustos a menudo singulares.

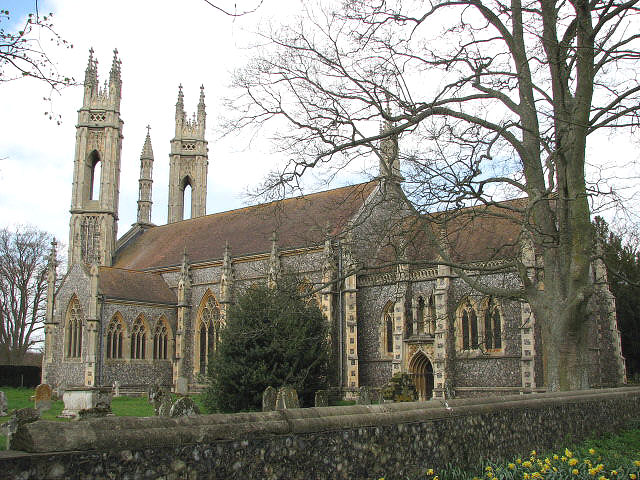
Iglesia de San Miguel Arcángel, Booton.

La Quarterly Review fue publicada por John Murray, quien el 1 de abril de 1859 acordó publicar el libro de Charles Darwin Un resumen de un ensayo sobre el origen de las especies y variedades por medio de la selección natural, sin siquiera ver el manuscrito. Cuando se enviaron los primeros tres capítulos a Murray, este pidió con cautela a Elwin que los revisara.Elwin inicialmente se opuso a la publicación de este libro sobre evolución, pero después de consultar con el colega de Darwin, Charles Lyell, Elwin sintió que para Darwin "presentar la teoría sin la evidencia sería una grave injusticia a sus puntos de vista y a sus veinte años de observación y experimento. En cada página me sentía frustrado por la ausencia de pruebas. Todo tipo de objeciones y posibilidades surgían en la mente, y era frustrante pensar que el autor tenía todo un conjunto de hechos e inferencias de los hechos, absolutamente esenciales para la decisión de la cuestión, que no estaban ante el lector". Recomendó la sugerencia de Lyell de que, para obtener un acuerdo público, en lugar de "presentar la teoría sin la evidencia", el libro debería centrarse en observaciones sobre palomas, indicando brevemente cómo estas ilustraban los principios generales de Darwin y preparando el camino para la obra más extensa de Darwin, La selección natural, que se esperaba que siguiera pronto: "Todos están interesados en las palomas". Darwin respondió que esto era impracticable, y su libro fue titulado como El origen de las especies y se publicó el jueves 24 de noviembre de 1859.